# عائلة خارج التغطية
عائلة خارج التغطية هو مسلسل عراقي كوميدي عائلي عُرِض في رمضان 2020.

## قصة المسلسل
رب أسرة كبير يحاول فرض تعليماته بصرامة على أسرته، ويحاول أيضا أن يطبق ما فعله الأجداد على أولاده الشباب من الأوامر والأنظمة التي قيدت العائلة، وأبعدتها عن التطور.

## طاقم العمل
- خليل إبراهيم
- صبا إبراهيم
- شروق الحسن في دور (صفية)
- عامر نافع – في دور مالك
- محمد حسين عبد الرحيم
- علي داخل
- نزار علوان
- هند نزار
- ميلاد سري
- سعد خليفة
- خالد أحمد مصطفى
- لؤي أحمد
- علي النجار
- كريم جليل
- محمد ناصر
- رزاق حيدر
- علي صبيح

## روابط خارجية
- عائلة خارج التغطية على موقع قاعدة بيانات الأفلام العربية